# Eudarcia daghestanica
Eudarcia daghestanica är en fjärilsart som beskrevs av Aleksei Konstantinovich Zagulajev 1993. Eudarcia daghestanica ingår i släktet Eudarcia och familjen äkta malar. Inga underarter finns listade i Catalogue of Life.